# Ellen Marx (Menschenrechtlerin)
Ellen Marx (auch Ellen Pinkus de Marx, geboren 24. März 1921 in Berlin als Ellen Pinkus; gestorben 11. September 2008 in Buenos Aires) war eine deutsche Menschenrechtlerin, die sich im argentinischen Exil bei den Madres de Plaza de Mayo engagierte.

## Leben

### Familie
Ellen Marx wurde als Ellen Pinkus in eine deutsch-jüdische Familie in Berlin geboren. Ihr Vater, Isidor Pinkus, war als Ledergroßhändler tätig und ein überzeugter Demokrat. Ihre Mutter, Gertrud, geborene Hoffnung, war Sozialdemokratin und Mitglied in der Liga für Menschenrechte. Ellen Pinkus erhielt eine liberale jüdische Erziehung. Sie besuchte die Fürstin-Bismarck-Schule. 1934 trat sie der Berliner Pfadfinderorganisation Ring bei, die seit 1933 zum Bund deutsch-jüdischer Jugend gehörte, die wiederum dem Central-Verein deutscher Staatsbürger jüdischen Glaubens nahestand.

### Flucht aus Deutschland
Nach den Novemberpogromen 1938 verlor ihr Vater seine Kunden. Ellen Pinkus musste die Oberschule verlassen, ohne das Abitur machen zu dürfen. Als ihr Vater nur durch Zufall einer Verhaftung durch die Gestapo entging, entschloss sie sich mit Unterstützung ihrer Mutter zur Emigration. 1939 fuhr sie in einer Jugendgruppe des Jüdischen Central-Vereins mit dem Zug nach Paris, wo sie von der Hilfsorganisation HIAS (Jewish Colonization Association) ein Visum erhielt, und von Le Havre aus auf einem Frachtschiff nach Argentinien ausreisen konnte. Am 25. Mai 1939 erreichte das Schiff den Hafen von Buenos Aires. Auf dem Schiff war sie an Skoliose (nach Jeanette Erazo Heufelder an Kinderlähmung) erkrankt. Da die Krankheit nicht behandelt wurde, behielt sie davon ein Leben lang einen gebeugten Rücken.
Ihre Eltern blieben zurück in Berlin. Ihre Mutter wurde im KZ Auschwitz-Birkenau ermordet, ihr Großvater im KZ Theresienstadt, wie Ellen Marx erst 1999 auf einer Reise nach Israel durch eine Liste in der israelischen Gedenkstätte Yad Vashem erfuhr. Ihr Vater starb im Juli 1942 in Berlin.

### Exil in Argentinien
In Buenos Aires nahm sie eine Stelle als Kindermädchen bei einer katholischen Familie an. Als die Familie erfuhr, dass sie Jüdin war, kündigte sie ihr. Sie arbeitete noch in einem weiteren Haushalt und in einem Pflegeheim, das ein jüdischer Arzt gegründet hatte. 1940 fand sie eine Anstellung als Kindergärtnerin im Kinderheim des israelitischen Hilfsvereins Asociación Filantropia Israelita (AFI), der von alteingesessenen jüdischen Kaufmannsfamilien in Buenos Aires gegründet worden war, um auf den Strom jüdischer Flüchtlinge aus Europa vorbereitet zu sein. Bei einer musikalischen Abendveranstaltung der Jüdischen Kulturgemeinschaft in Belgrano lernte sie den elf Jahre älteren Pianisten Erich Marx kennen, ebenfalls ein deutsch-jüdischer Emigrant, der in Mainz Klavier und Gesang studiert hatte und 1935 seinem Bruder nach Argentinien gefolgt war. Seine Eltern wurden in Theresienstadt ermordet. Am 11. März 1942 heiratete sie ihn. Das Paar bekam drei Kinder.
Sie unterrichtete Deutsch an der 1934 gegründeten Pestalozzi-Schule, die vor allem von Kindern aus Deutschland und Österreich geflohener Juden besucht wurde. Den Eltern der Kinder, die Ellen Marx im Kinderheim des jüdischen Hilfsvereins betreute, war es noch gelungen vor dem Beginn des Holocaust zu fliehen. Die Kinder mussten vor allem die neue Sprache, Spanisch, lernen. Als sie 1950 nach der Geburt ihrer eigenen Kinder an ihren Arbeitsplatz zurückkehrte, traf sie auf Kinder, deren Eltern den Holocaust überlebt hatten und schwer traumatisiert waren. Die meisten von ihnen kamen aus einem Displaced Person Lager bei Ulm, das für 7000 Überlebende der Shoa eingerichtet worden war.

### Engagement als eine derMadres de Plaza de Mayo
In Folge des Militärputsches in Argentinien 1976 wurden Oppositionelle der Militärjunta oder als solche Verdächtigte entführt und in geheimen Lagern gefangen gehalten und gefoltert. Unter den Desaparecidos (Verschwundenen) war auch Ellen Marx’ 28-jährige Tochter Nora. Als sie von der Verhaftung ihrer Tochter erfuhr, schloss sich Ellen Marx den Madres de Plaza de Mayo an. Ihre Tochter fand sie jedoch nie wieder. Nach dem Ende der Argentinischen Militärdiktatur ergaben Nachforschungen, dass Nora zusammen mit anderen aus einer Werkstatt, in der Tragetaschen hergestellt wurden, verschleppt worden war. Die Gruppe nutzte dort Druckmaschinen für die Produktion von regimekritischen Flugblättern. Weitere Hinweise auf Noras Schicksal gibt es bis heute nicht. Eine Gedenktafel in der naturwissenschaftlichen Fakultät der Universität von Buenos Aires, an der Nora studiert hatte, erinnert an sie. Das Kaddisch für Ellen Marx’ Tochter sprach Rabbiner Rothschild in Buenos Aires.
1983 reiste Ellen Marx zusammen mit Idalina Tatter, deren Ehemann zu den Verschwundenen gehörte, auf Einladung von Amnesty International und der Evangelischen Kirche als Repräsentantin der Angehörigen von Opfern der argentinischen Militärdiktatur nach Deutschland. Sie sprach auf dem evangelischen Kirchentag, auf Pressekonferenzen und in Universitäten. Dabei stellte sie sich als Jüdin aus Berlin vor und sagte: „Ihr Deutschen wisst, was ein autoritäres Regime ist.“ Der deutschen Botschaft in Argentinien warf sie vor, sich im Unterschied zu anderen Ländern nur unzureichend um die verschwundenen deutschen Staatsbürger gekümmert zu haben. Sie wurden von Willy Brandt empfangen, der den deutschen Müttern der Plaza Mayo Hilfe zusagte, und sprachen auch mit dem damaligen Bundeskanzler Helmut Kohl. Ellen Marx wollte Strafanzeige gegen das argentinische Militär erstatten. Der Menschenrechtsanwalt Wolfgang Kaleck, der den Fall der verschwundenen Nora Marx gegenüber der deutschen Justiz vertrat, reichte 1999 Klage im Auftrag der deutschstämmigen Angehörigen der Opfer der argentinischen Militärdiktatur zunächst bei der Berliner Staatsanwaltschaft, später am Oberlandesgericht Nürnberg ein. Doch zu einem Verfahren kam es im Fall Nora Marx und anderen nicht, da sich die Gerichte als nicht zuständig dafür erklärten mit der Begründung, dass die Opfer keine Deutschen seien.
Nach dem Abschlussbericht der von der argentinischen Regierung eingesetzten Kommission, die das Schicksal von Tausenden Verschwundenen untersuchen sollte, gehörten über zwölf Prozent der Verschwundenen der jüdischen Gemeinde an, davon waren viele Nachfahren der deutsch-jüdischen Emigranten, obwohl der Anteil der Juden an der argentinischen Bevölkerung nur knapp ein Prozent betrug.
Anfang der 1960er Jahre ließ sich Ellen Marx wieder in Deutschland einbürgern, kehrte jedoch nicht zurück. Ellen Marx engagierte sich lebenslang für die Aufklärung der Menschenrechtsverletzungen und Verbrechen während der argentinischen Diktatur. Bis kurz vor ihrem Tod leitete sie die Gruppe der deutschen Mütter von Verschwundenen und Diktaturopfern in Argentinien. Im September 2008, zehn Jahre nach dem Tod ihres Mannes Erich Marx, starb sie an den Folgen eines Schlaganfalls in dem jüdischen Altersheim Hogar Alfredo Hirsch bei Buenos Aires. Erinnerungsstücke der Familie hatte sie dem Jüdischen Museum Berlin übergeben.
Ellen Marx sei zeit ihres Lebens der deutschen Kultur verbunden geblieben und habe ein „wunderbares“ Deutsch gesprochen, schrieb Tonia Salomon in ihrem Nachruf im Tagesspiegel.